# 御木曳
御木曳（おきひき）は、伊勢神宮の神宮式年遷宮における大衆参加の行事。三重県伊勢市で行われ、御木曳初式は同県志摩市および度会郡大紀町でも開催される。また伊勢市周辺や東紀州地域などでは、伊勢神宮以外の神社でも、遷座に氏子が御木曳行事を行う例が見られ、津市香良洲町では、伊勢市内の奉曳団から奉曳車を借り受けるなどして、香良洲神社で御木曳が行われる。以下、伊勢市で行われる伊勢神宮にかかわる御木曳を中心に記述する。
地元の奉曳団では「お木曳」と表記する。奉曳（ほうえい）する用材により、御木曳行事、御樋代木奉曳式（みひしろぎほうえいしき）、御木曳初式（おきひきぞめしき）という3つの行事に分かれ、内容にも多少の差異がある。

## 概要
式年遷宮で用いられる檜の用材を、内宮用材は橇に積み五十鈴川を遡り内宮境内まで曳き上げ（川曳：かわびき）、外宮用材は奉曳車に積み宮川河畔より伊勢市内を通り外宮境内まで曳く（陸曳：おかびき）のが基本的な形態である。
式年遷宮の初期の頃には、用材の運搬は律令制下の何らかの課役（おそらくは「庸」）であったと思われるが、不明である。
中世以降、神宮に与えられた所領（神領地）の住民（神領民）は、年貢の義務がない代わりに遷宮での労役提供が課せられていたといわれる。
ただ、文献には「神領民の奉仕の気持ちから始まった。」という記述がみられ、強制ではなかったという見解もある。
記録の上では、第40回内宮式年遷宮において、『寛正三年造内宮記』1452年（享徳2年）3月15日の条に木遣歌の記載があるのが最も古いものである。
また江戸時代には装飾や催しが華美に過ぎるとして取締りがなされたとの記録があり、既に課役というより祭礼化していた。
式年遷宮の初期の頃には、用材を伐り出す御杣山（みそまやま）は神宮背後の神路山（内宮）高倉山（外宮）であったため当然前述のコースとは異なると思われるが、詳細は不明である。
御杣山が大杉谷にあった第46回式年遷宮の1682年催行の御木曳は、両宮とも勢田川小田橋から陸曳したという記録が残っている。
御杣山が木曽（美濃国・信濃国）に移り、伊勢湾を海運されるようになった第47回式年遷宮（御木曳は1702年）以降、現在のコースをとるようになった。
御杣山の変遷については、神宮式年遷宮を参照のこと。
伊勢の「お木曳き」行事として、国の選択無形民俗文化財（風俗習慣・祭礼（信仰））に登録されている。

## 奉曳団
奉曳の主体であり、基本的には旧神領地（概ね旧伊勢国の宮川以南の地。）の1町内で1奉曳団が結成されるが、現在の町域とは必ずしも一致しない。
旧市街地においては一つの町がいくつもの奉曳団に分かれていることがあり、近年のスプロール化現象により曳き手の減少に苦慮している。
郊外では、数町で1奉曳団を結成しているところもあるが、住宅地造成などで人口が増え、分割したところもある。
また、2005年（平成17年）に伊勢市が周辺2町1村と合併したのを機に、旧神領地ではない宮川以北の旧度会郡小俣町・旧伊勢市の北浜地区や宮本・沼木地区でも新しい奉曳団が結成された。
奉曳団は、その所在地により内宮領と外宮領に分かれる。
概ね内宮に近い宇治地区や五十鈴川（派川）流域が内宮領であり、外宮に近い旧伊勢市街地（山田地区）や旧御薗村が外宮領であるが、歴史的な経緯から次のような例外がある。
1. 宮川・五十鈴川河口にある大湊町は、地域的には外宮領であるが、海から運ばれた用材を集積し内宮・外宮へ振り分ける貯木池があったので内宮領にも属する。1年次は川曳・陸曳の両方に参加し、2年次は内宮へ陸曳を行う。（後述）
2. 宮川左岸の磯町は、遷宮復活に功績のあった慶光院（けいこういん）に与えられた領地であったが、外宮領に属する。但し、奉曳は内宮へ行う。（後述）
3. 神久（じんきゅう）という町の一部に二軒茶屋という地区があり、地域的には外宮領であるが、五十鈴川洪水時に用材を守った功績により同地区のみ内宮領として奉曳を行う。

奉曳団は、御木曳行事の間のみ結成される。お白石持行事の時には「奉献団」という名称になる。（例外はある。）
平年時、団が解散となる地域では、両行事に向けての積立金の管理や初穂曳の実施主体は町内会に移管されることが多い。
奉曳団名は概ね（旧）町名であるが、それに雅号と称する別名を付けることもある。
御木曳初式においては、複数の奉曳団が連合して奉曳することがある。
内宮領は所属全団が小学校区単位で連合団を結成する。但し、大正年間に鎮座した倭姫宮へは内宮領のほぼ全団で奉曳する。
伊勢市外の瀧原二宮・伊雑宮にも各々奉曳団または御木曳奉仕会があり、奉曳する。
外宮領は、旧市街地の特定の団のみが奉曳するが、2奉曳団で連合するものがある。
御樋代木奉曳式は、もともと神宮直轄の行事である。（官曳という。）
第62回においても内宮領は神宮直轄として行われた。
外宮領は、宮川河畔から外宮北御門までを奉曳本部の行事として行い、北御門から外宮五丈殿までを神宮直轄の行事として行った。
いずれに対しても奉曳団役員等の参加はあったが、奉曳団単位での参加はなかった。

## 用材
檜の丸太である。御樋代木奉曳式を除き、神宮の工作場で外皮を剥いだ物を用いる。
御樋代木は、ご神体を納める御樋代の用材である。これのみ木曽山中から伐り出された用材をそのまま奉曳する。
御木曳初式で奉曳する用材は、役木といい正宮および別宮の重要用材ということであるが、詳細は公表されていない。
第61回においては「棟持柱など」という表現をしていたが、第62回においては、棟持柱は含まれていないと発表している。
御木曳行事で奉曳する用材は、用途を特定されはいない。
但し、伝統的に内宮・外宮の正宮の扉木・棟持柱として奉曳されるものがあり、他の用材に比べ群を抜いて太かったり、長かったりする。
第58回、第59回においては、これらの用材を特殊用材あるいは重要用材として、第3年次に奉曳するようにしていた。
第58回においては、荒祭宮・風日祈宮・月讀4宮の棟持柱も第3年次に奉曳したとの記録が残っている。
第59回は戦災のため奉曳は中止された。
第60回以降は、これらの用材の奉曳に特別な日程は組まれてはいない。
用材を「御神木（ごしんぼく）」と呼ぶことがある。
御樋代木のみをそう呼ぶことが多いが、全ての用材をそう呼ぶ人もいる。
単に「御木（おき）」と呼ばれることもある。
心御柱、御船代、仮御樋代に用いられる用材は、奉曳されない。
一つの橇または奉曳車に積まれる用材の本数は、1 - 3本である。
御樋代木・役木・扉木・棟持柱は各1本である。（月讀宮の役木を除く。）
明治年間には、1台の奉曳車に40本以上の用材を積んだという記録が残っている。

## 内宮領・川曳
内宮の用材を橇に積み、五十鈴川を遡り内宮境内まで奉曳する。
過去には、鹿海町にあった貯木場から奉曳していたが、現代では三重県営体育館裏から内宮境内まで約1km五十鈴川を奉曳する。
出発場所はどれも共通だが、第62回式年遷宮における曳き上げ場所および木を納める場所は下表のとおりである。
| 祭事名         | 曳き上げ場所                         | 木を納める場所         |
| 御樋代木奉曳式 | 風日祈宮橋（五十鈴川の支流の島路川） | 五丈殿                 |
| 御木曳初式     | 御手洗（みたらし）（注）             | 五丈殿（正宮）、各別宮 |
| 御木曳行事     | 宇治橋の手前                         | 参集殿前               |

（注）第62回の御木曳初式では、増水のため宇治橋の手前で曳き上げた。
橇と綱、および梃子棒は神宮から貸与される。御木曳初式・御木曳行事においては、鳥居、榊や各奉曳団の幟などが立てられる。
橇に長さ100 - 200mの2本の綱を繋ぎ100 - 3,000名の曳き手が奉曳する。
橇周辺には、進行責任者のほか、梃子方（てこがた）といい橇後方に繋がれた別の綱で進行方向を制御したり梃子棒で浅瀬に乗り上げた橇を持ち上げたりする役割の者がいる。
また、木遣子（きやりこ）といい采（ざい）を振り木遣歌を歌いエンヤの掛け声をかけ曳き手を鼓舞する者がいる。
采は檜製の棒で先端に檜・柳・ミズキ等の木材を薄く切った幣（へい）を取り付けた物である。
ほかに法螺貝を吹く者もいる。
川中の行事であるので当日の雨は催行に影響はないが、川が増水した場合は危険なため延期されることがある。
逆に水量が少ないと橇と用材の浮力が利用できないので曳くのに苦労する。
奉曳は一気に進むことはなくしばしば停止する。
河原に上がっての休憩のほか、「練り」といって、奉曳時は離れている2本の綱の曳き手がその中間でぶつかり押し引きをすることがある。
木遣子は綱の間にいるため、2本の綱に挟まれ高く持ち上げられることもある。
御木曳行事において川から境内へ曳き上げるときには、「エンヤ曳」といい一気に曳き上げることがある。
勇壮だが、コースが狭く曲がっており足場も悪いので、橇が木に衝突したり転倒したりして怪我人が出ることがある。
内宮境内曳き上げ後、参道も橇のまま曳かれるが、御木曳初式の別宮用材は、その御敷地（遷宮予定地）に納められその途中に階段や橋があるため、橇から降ろし用材を担いで運ぶ。
月讀宮・倭姫宮に関しては、「内宮領・陸曳」参照のこと。
最後に用材は橇から降ろされ、レール状に置かれた角材の上を転がされ所定位置に納められる。
このとき用材が地面に触れてはいけないので、梃子棒と綱を使い慎重に降ろされる。

## 外宮領・陸曳
外宮の用材を奉曳車に積み、宮川河畔から伊勢市内を通り外宮境内まで約2kmを曳く。
（一日神領民は途中の宮町から出発する約1kmの行程）
コースは、旧参宮街道（大半は現在の県道伊勢南島線）である。
第62回における発着場所は下表のとおりである。
| 祭事名                   | 出発場所   | 木を納める場所         |
| 御樋代木奉曳式           | 度会橋東詰 | 五丈殿                 |
| 御木曳初式               | 宮川河川敷 | 五丈殿（正宮）、各別宮 |
| 御木曳行事（地元）       | 宮川河川敷 | 山田工作所内貯木池     |
| 御木曳行事（一日神領民） | 宮町交差点 | 外宮北御門             |

奉曳車は、御樋代木奉曳式・一日神領民の奉曳には伊勢神宮奉仕会が製作し神宮に献納したものが用いられる。御木曳初式と一般曳と呼ばれる地元旧神領民の御木曳行事では、各奉曳団所有のものが用いられる。欅で車体と車輪を作り、心棒は樫で作ることが多い。軸受はボールベアリングなどは用いないすべり軸受のため、木材同士の摩擦が大きく椀鳴り（わんなり）という独特の摩擦音をだす。法螺貝のような低く大きな音が響くのが良好とされる。摩擦の調整のために、ほとんどの団が軸受にチョークを入れるが、油をさす団もある。神宮の奉曳車は、鳥居、榊と絵符（えふ・高札のような形状で団名などを記載する。神宮の奉曳車には「太一」と記されている。）があるだけのシンプルなものであるが、奉曳団のものでは、櫓や屋台を組み提灯や紅白幕などで華やかに装飾しているものが多い。
奉曳車に長さ100 - 500mの綱を繋ぎ200 - 5,000名の曳き手が奉曳する。奉曳車周辺には、団長・進行責任者・大工のほか、奉曳車後方に繋がれた別の綱で進行方向を制御する梃子方がいる。団長は奉曳車の直前、2本の綱の間で両手で綱を持っていることが多い。大工は、主として軸受の摩擦の調整を行う。摩擦が小さいと椀鳴りの音がしなくなり、大きすぎると心棒が焼けてしまう。川曳同様木遣子がいるが、采に取り付ける幣は和紙で作る。また、奉曳車に乗る本木遣（ほんきやり）という者がおり、出発前やエンヤ曳前の木遣を行う。そのとき用材の上に立つ形になるが、用材に直接足を乗せないように、用材の上に足場が設置されている。
御木曳初式と一般曳では、河川敷の関場で預かった用材を橇に載せ一度宮川に漬けた後、再び曳き上げ堤防を越えるときにシーソーのように橇を揺らすどんでんという行為を行う。もともと、宮川を遡った用材を曳き上げて水切りを行ったことを再現しているものといわれている（但し、外宮棟持柱については直接奉曳車出発場所まで運ばれ、どんでんを行わない）。その用材を宮川右岸の中島町内に待機している奉曳車に移し替え出発する。3本奉曳する団では、下の2本は通常前夜のうちに積み終えている。ただし、2年次最終の奉曳を受け持つ出雲町奉曳団は「川浚（かわざらい）」と称し、用材を積んだ3台の橇を連結し奉曳当日に3本積んだ。
奉曳途中に「練り」が行われるのは川曳同様である。曳き手の前方で伊勢音頭や太鼓等が披露されることもある。

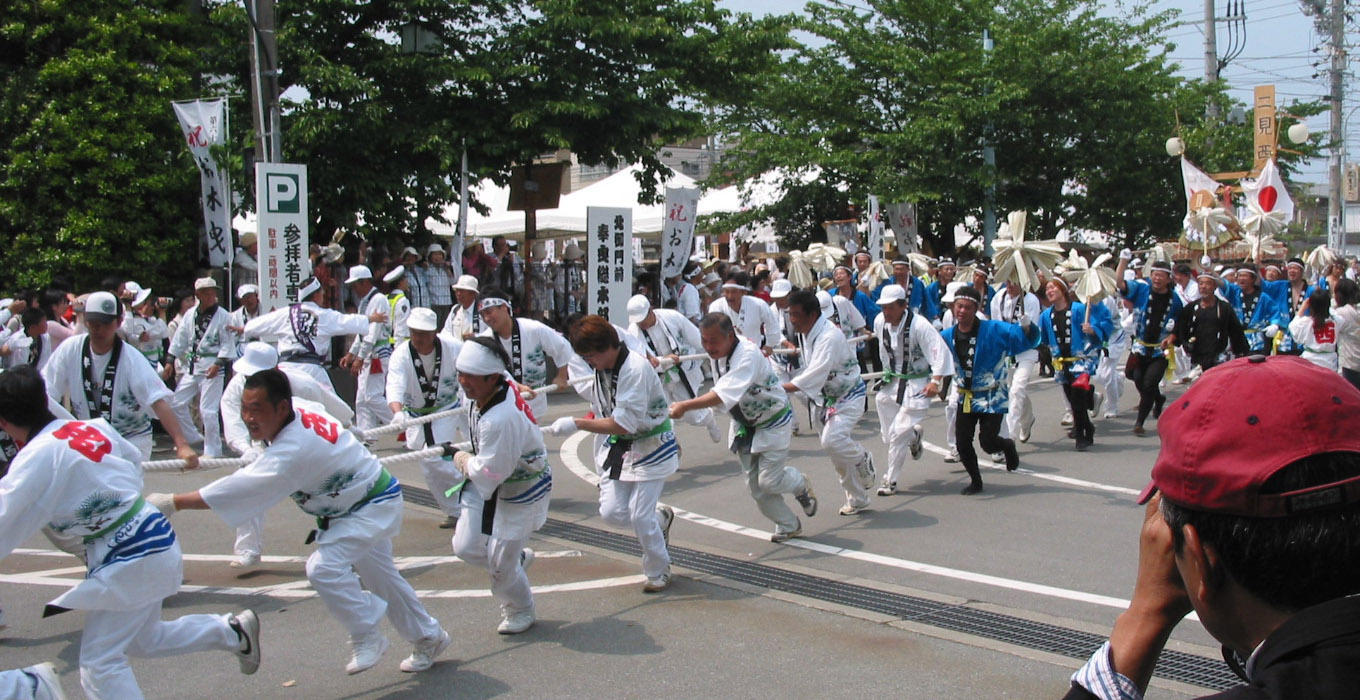
エンヤ曳

奉曳の最終段階、県道から交差点を曲がり外宮北御門までを勢いをつけて一気に進むことをエンヤ曳という。
奉曳中に参加者が走るのは、通常どんでん場からの下りこみとこれだけである。古くは北御門曳き込み後、境内の火除橋を渡るルートであって、同橋は反り橋であるので、勢いをつけていたものである。（同様に反り橋であった筋向橋でも、古くはエンヤ曳が行われていた。1915年に平坦な橋となった以降は行われなくなったが、第62回2年次のお木曳において復活させた奉曳団があった。）同所には見物人も多く、奉曳団にとっては最大の見せ場となるが、方向制御に失敗し電柱やフェンスに衝突することもある。第62回1年次においては、雨天も多かったためエンヤ曳を断念した団や、交差点で方向転換した後直進のみのエンヤ曳を行った団も多かった。
御樋代木奉曳式・御木曳初式での木の納め方は、内宮領と同様である。地元の御木曳行事では、神宮山田工作場内にある貯木池に木を納める。その場所にはスロープが設置されており、奉曳車から途中までは慎重に降ろされるが、最後は解放され勢いよく池にはめられる。

### 上せ車・帰り車
神宮の奉曳車は外宮内の神宮山田工作場内に、地元奉曳団の奉曳車は各町内に保管されている。一般曳の中には奉曳車を出発地へ回送、あるいは外宮から回送するときに、トラックやトレーラーでの運搬ではなく、お木曳とは異なる装飾をし曳行することがある。出発地への回送を上せ（のぼせ）車、外宮からの回送を帰り車という。夜間に曳行することが多く、そのときは提灯等に灯を点す。ねぶた風の装飾を行う団もある。

## 内宮領・陸曳
例外的に内宮用材を陸曳で奉曳することがある。

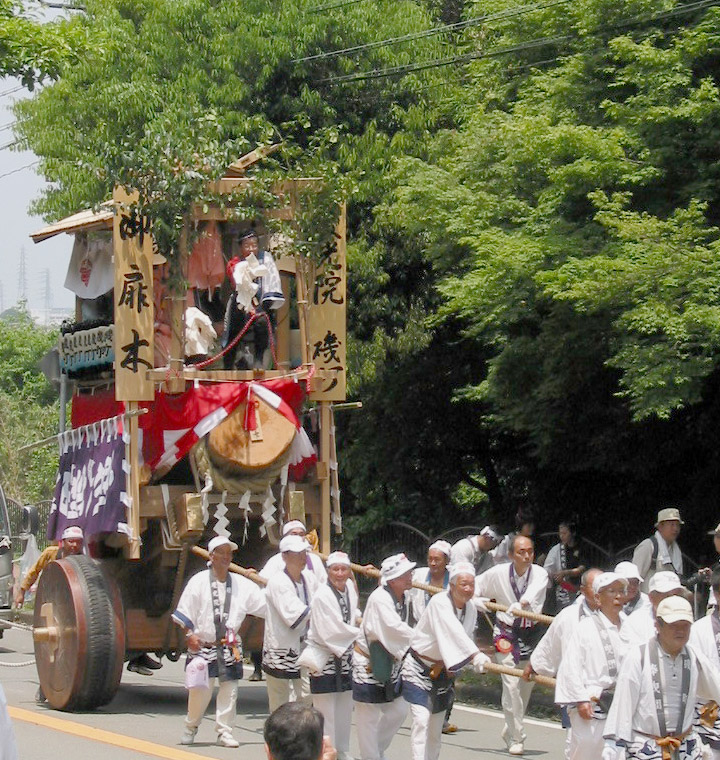
陸曳・慶光院曳

一つは、磯町の住民が、内宮扉木を宮川河川敷から外宮・倭姫宮・宇治橋前を経由して内宮宇治工作場まで奉曳するもので、慶光院曳（けいこういんびき）という。奉曳距離は約9kmと群を抜いて長い。
もう一つは、大湊町の住民が、内宮棟持柱を神宮徴古館から宇治橋前を経由して内宮宇治工作場まで奉曳するものである。奉曳距離は約4.5kmである。
以上二つの奉曳内容は、陸曳と同様である。但し、宇治工作場には貯木池はないので、用材の納め方は内宮領の方式である。
これとは別に御木曳初式においては、内宮別宮の月讀四宮・倭姫宮へは陸上を橇で奉曳する。両宮とも、五十鈴川から遠く離れているのでこういう形態になったものである。月讀宮宮地には四つの別宮があるので、御木曳初式で唯一2本の役木を載せた橇2台を奉曳する。
また、同じく瀧原二宮・伊雑宮へは、奉曳車での陸曳を行う。
瀧原二宮へは、2台の奉曳車が大紀町の集落の両端（一つは、宮川河畔のかつての用材集積所。）から約3km・4kmにわたり集落の中の参道を奉曳する。参道が狭いこともあり、奉曳車は伊勢のものに比べ小ぶりである。
伊雑宮へは、磯部川沿いのかつての用材曳き上げ所から約1.5kmを奉曳する。別宮の用材は一宮一本であるが、この宮のみ2本あり、大人用・子供用の2台の奉曳車で曳く。やはり、奉曳車は伊勢のものより小ぶりである。
なお、「内宮領・陸曳」という表現は厳密には大湊町の奉曳のみに該当するが、ここでは説明の都合上このように区分した。

## 一日神領民
奉曳団への参加は、その地域の住民であることが前提となる。奉曳団参加世帯の親類や知り合いが参加することはあるが、その世帯の家族という扱いである。これを全国の神宮崇敬者にも広げてほしいとの声が神社関係者よりあり、第60回から参加できるようになった。第60回は神社本庁関係者のみ、第61回は一部宗教団体等へも拡げ、第62回は一般募集も行うようになった。第60・61回には旧神領地（伊勢・二見・御薗）に宿泊することが条件であったが、第62回には宿泊地は自由となった。第61回においては、川曳への参加もあったが、第62回においては陸曳のみ行われた。第62回においては、2年間で約7万7千人の一日神領民が奉曳を行った。

## 日程
第57回以降の日程は下表のとおりである。見てのとおり、日程は固定的なものではない。特に御杣始祭（用材の伐採の最初の祭事）で伐った木を曳く御樋代木奉曳式が最初にこないときがあるのは注目に値する。
| 式年遷宮 | 行事           | 年次   | 内宮領・川曳                   | 外宮領・陸曳                                      |
| 第57回   | 御樋代木奉曳式 | 1903年 | 2月                            | 2月                                               |
| 第57回   | 御木曳初式     | 1903年 | 4月12日                        | 4月13日                                           |
| 第57回   | 御木曳行事     | 1903年 | 5月                            | 5月                                               |
| 第57回   | 御木曳行事     | 1904年 | 不詳                           | 不詳                                              |
| 第58回   | 御木曳初式     | 1922年 | 4月12日                        | 4月13日                                           |
| 第58回   | 御木曳行事     | 1922年 | 5月                            | 5月                                               |
| 第58回   | 御木曳行事     | 1923年 | 4月                            | 4月                                               |
| 第58回   | 御木曳行事     | 1926年 | 5月                            | 5月                                               |
| 第58回   | 御樋代木奉曳式 | 1927年 | 4月25日                        | 4月26日                                           |
| 第59回   | 御木曳初式     | 1942年 | 4月12日                        | 4月13日                                           |
| 第59回   | 御木曳行事     | 1942年 | 5月21・22日:2日間              | 5月21 - 26日:6日間                                |
| 第59回   | 御木曳行事     | 1943年 | 4月20 - 23日:4日間             | 4月20 - 25日:6日間                                |
| 第59回   | 御木曳行事     | 1944年 | 5月（中止）                    | 5月（中止）                                       |
| 第59回   | 御樋代木奉曳式 | 1947年 | 4月（中止）                    | 4月（中止）                                       |
| 第60回   | 御樋代木奉曳式 | 1965年 | 6月                            | 6月                                               |
| 第60回   | 御木曳初式     | 1966年 | 4月12日                        | 4月13日                                           |
| 第60回   | 御木曳行事     | 1966年 | 5月21日 - 29日の間の土日:4日間 | 5月7 - 29日の間の土日月（注2）:8日間              |
| 第60回   | 御木曳行事     | 1967年 | 6月12・13・22・23日:4日間      | 6月8日 - 12日・18 - 23日:各連続11日間             |
| 第61回   | 御樋代木奉曳式 | 1985年 | 6月10日                        | 6月11日                                           |
| 第61回   | 御木曳初式     | 1986年 | 4月12日                        | 4月13日                                           |
| 第61回   | 御木曳行事     | 1986年 | 5月17 - 25日の間の土日:4日間   | 4月26 - 29日・5月10日 - 6月1日の間の土日祝:11日間 |
| 第61回   | 御木曳行事     | 1987年 | 5月10 - 31日の間の日曜日:4日間 | 5月5日 - 6月7日の間の祝土日:13日間（注3）         |
| 第62回   | 御樋代木奉曳式 | 2005年 | 6月9日                         | 6月10日                                           |
| 第62回   | 御木曳初式     | 2006年 | 4月12日（注4）                 | 4月13日                                           |
| 第62回   | 御木曳行事     | 2006年 | 7月22 - 30日の間の土日:4日間   | 5月5日 - 6月4日の間の金土日:15日間（注5）         |
| 第62回   | 御木曳行事     | 2007年 | 7月21 - 29日の間の土日:4日間   | 5月4日 - 6月3日の間の金土日:15日間（注5）         |

（注1）磯町・大湊町の「内宮領・陸曳」は、外宮領・陸曳の日程で行われる。
（注2）5月7・8・9・14・15・22・28・29日
（注3）2日間、雨天で月曜日に延期になった。但し、一日神領民は予定通り行われたので開催日数が2日増となった。
（注4）伊勢市外鎮座の別宮（伊雑宮・滝原二宮）は、4月16日。
（注5）日程中、初日を除く各金曜日4日間は一日神領民のみの奉曳。